# Gestió de drets digitals

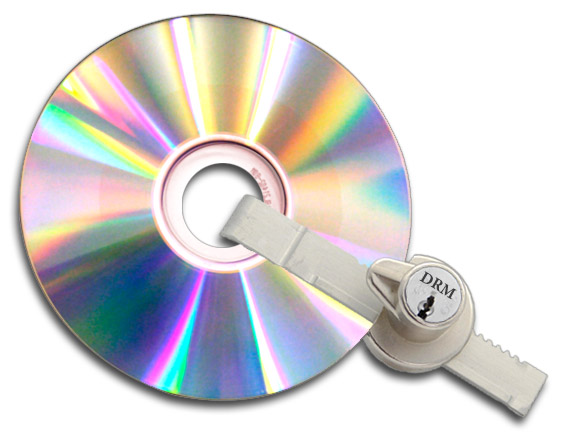
Representació gràfica del DRM. Es restringeix l'accés als dispositius.

La gestió de drets digitals o gestió de restriccions digitals (abreujat en anglès DRM, de Digital Rights Management) és el conjunt de les tecnologies orientades a exercir restriccions sobre els usuaris d'un sistema o forçar els drets digitals permesos, per encàrrec dels que tenen els drets de còpia, independentment de la voluntat de l'usuari per evitar les infraccions de copyright. Generalment aquests dispositius s'instal·len com a condició prèvia a la distribució de programari privatiu, obres musicals, llibres electrònics o qualsevol tipus de fitxer subjecte a drets d'autor. En alguns casos, les restriccions aplicades s'estenen més enllà dels fitxers que han de protegir, afegint restriccions sobre l'ús d'altres documents o aplicacions presents a l'ordinador.

## Introducció
El DRM ha estat creat i dissenyat pels que publiquen contingut digital amb mesures per permetre'ls el control de la duplicació i disseminació del seu contingut. Aquestes eines es representen en forma de maquinari o programari i es denominen sistemes de Gestió de Drets Digitals. Serveixen per protegir els drets d'autor i altres drets del titular (seguretat, regulació i control de l'accés) amb l'objectiu d'autoritzar sota certes normes la utilització dels continguts. L'avantatge de la seva aplicació és la possibilitat d'interaccionar i tenir un control continuat sobre l'obra protegida.
Tot i que les mesures de control tècnic sobre la reproducció i l'ús del programari han sigut comunes des dels 80, el terme DRM se sol referir a l'ús de mesures aplicades actualment per contingut/treball artístic. Les lleis de drets de còpia estan imposades al propietari de la còpia física d'un treball.
El debat que plantegen els sistemes de DRM avui en dia és que sovint el fet de vetllar pels drets d'autor limita la capacitat dels usuaris a l'hora de manipular, copiar o modificar arxius protegits. Per aquest motiu els crítics de DRM sostenen que la frase "digital rights management" té un nom equivocat. Per aquests crítics el terme "digital restrictions management" o gestió de restriccions digitals és una expressió més exacta de la funcionalitat dels sistemes DRM.
DRM és una extensió del Control d'Accés Obligatori on una política central posada per un administrador és reforçada per un sistema computacional. Els ben estudiats problemes teòrics del Control d'Accés Obligatori s'apliquen igualment al DRM. El DRM és vulnerable a una classe addicional d'atacs degut a la seva necessitat de córrer un maquinari resistent a la manipulació (els sistemes DRM que no corren sota un maquinari resistent a la manipulació no poder ser teòricament segurs, ja que el contingut digital es pot copiar al maquinari).
Últimament, creure's propietari d'aquests continguts és molt arriscat, ja que les llicències d'ús estan passant per ser una mena de "préstec". És a dir, la música, tot i que pagues per ella no és teva, sinó que te la deixa la companyia a la qual la "compres". Això s'aplica tant al format CD com al descarregat per Internet, per tant si et compres un CD de música l'únic que és veritablement teu és el suport, és a dir el CD en si (el plàstic).
Per tot això, el DRM causa una problemàtica que s'ha de tractar amb coneixement de causa, apreciant cadascun dels matisos en què pot esdevenir-se.

## Antecedents
Des dels seus orígens, els sistemes de gestió de continguts han rebut diferents denominacions: DRM, ECMS o ERMS: 
- Una de les primeres implementacions, possiblement la primera, de DRM era el Software Service System (SSS) ideat per l'enginyer japonès Ryoichi Mori l'any 1983 i retocat posteriorment sota el nom de Superdistribution. Es basava en encriptació, el maquinari controlava la desencriptació i permetia pagaments que s'enviaven al propietari del dret de còpia.
- Els Electronics copyright management systems (ECMS) tenen la capacitat de gestionar els drets d'autor de la xarxa, mentre que l'expressió Electronic right management systems (ERMS) té un sentit més ampli, ja que indica el potencial de protecció, tant dels drets de còpia com d'altres drets contractuals.
- L'expressió Digital Right Management (DRM) és la més simple i la que sembla tenir més acceptació, si bé no hi ha encara una posició unànime sobre les funcions bàsiques de les gestions de drets/restriccions digitals.

## Funcions i principals aplicacions
La gestió de drets/restriccions digitals aplicada en unitats d'informació realitza les següents funcions:
- Protecció de continguts digitals: tot mantenint la integritat de la informació, s'assegura que aquesta no es modifiqui durant el seu emmagatzemament.
- Identificació dels participants en el mercat (presumptament protegint les dades personals i la confidencialitat).
- Autenticació dels continguts, tot integrant la identitat digital de les obres, dels titulars i dels seus representants.
- Control de transaccions, mitjançant pagaments electrònics.
- Seguretat en la distribució, tot establint normes depenent de l'entitat que participa en el procés.

## Tecnologies

### DRM aplicada a la música

#### CD d'àudio
El 2002 va ser el primer cop que es va usar DRM per CD d'àudio. Primer es va usar per CD promocionals però finalment es va afegir a la resta. L'empresa en qüestió que va apostar per aquest sistema va ser Bertelsmann (BMG, Arista i RCA).
Els CD que incorporaven aquest sistema no es podien reproduir en tots els reproductors ni ordinadors personals (no era un sistema totalment compatible amb Windows).
El 2005, Sony BMG introdueix un nou sistema DRM basat en un programari executat en segon pla sense notificar ni requerir cap acció a l'usuari. Aquest programari inicialment incorporava un "rootkit" (eina que amaga parts del sistema per poder manipular-lo) que contenia un seguit de vulnerabilitats que afectaven el sistema. Finalment, després d'algun intent frustrat per millorar-lo, es va decidir descartar aquest sistema.
Actualment el sistema DRM de Sony només limita la còpia de CD sota la plataforma Windows, no en altres sistemes operatius. Per tant, realment no és un sistema gaire robust sinó bastant violable.
El gener de 2007, EMI deixà de publicar CD's amb DRM, ja que el cost d'incorporar aquest sistema no ho feia prou rendible. EMI ha estat l'última empresa a deixar d'incorporar DRM als CD's d'àudio.

#### Internet
La major part de la música que es pot comprar a través d'internet avui dia incorpora algun tipus de sistema DRM per restringir-ne l'ús. Existeixen múltiples opcions de compra per als usuaris d'internet i cada una acostuma a fer servir el seu propi mètode de protecció de drets digitals:
- La botiga virtual iTunes, de la casa Apple, permet als usuaris "comprar" cançons al preu aproximat d'un dòlar. Les cançons adquirides usen el sistema de DRM FairPlay, també desenvolupat per Apple. Actualment, però, els usuaris poden descarregar-se pel mateix preu les cançons amb DRM o sense.
- La botiga de música Napster ofereix un servei de subscripció basat en un sistema DRM de compres permanents. Els usuaris del servei de subscripció poden descarregar una quantitat il·limitada de música codificada en format d'àudio de Windows (WMA). Quan l'usuari deixa d'efectuar els pagaments, tota la música descarregada queda inutilitzada. Addicionalment, el sistema contempla l'opció de pagar 5 dòlars més al mes per poder escoltar la música en un dispositiu portàtil, així com un recàrrec per realitzar còpies en CD i un altre per poder escoltar-la una vegada s'hagi deixat de pagar la subscripció.
- El Wal-Mart Music Downloads és un altre magatzem en línia que utilitza sistemes DRM. En aquest cas es cobra 0,88 dòlars per cançó i poden ser reproduïdes en qualsevol reproductor que incorpori la marca PlaysForSure de Windows.
- Sony té un servei de descàrrega de música en línia anomenat "Connect" que utilitza la tecnologia de DRM OpenMG, propietària d'aquesta. La música descarregada a través d'aquest sistema, normalment amb el programari SonicStage de Sony, només es pot reproduir en ordinadors que funcionin sota Windows o dispositius de la casa Sony, com per exemple la PSP.

### DRM aplicada al cinema
Un dels primers exemples de sistema DRM aplicat en cinema era el sistema CSS, emprat per a DVD des de 1996. El CSS utilitzava un algorisme simple de xifrat i requeria a fabricants del dispositiu firmar els acords de llicència que restringien la inclusió de certes característiques.
Aquestes característiques incloïen, entre altres paràmetres, sortides digitals que es podrien usar posteriorment per extreure còpies digitals d'alta qualitat de la pel·lícula. D'aquesta manera, l'únic maquinari del consumidor capaç de desxifrar les pel·lícules de DVD era controlat pel DVD Forum.
Això va canviar quan Jon Lech Johansen va llençar l'any 1999 un sistema que permetia que un DVD encriptat amb CSS es reproduís correctament usant un ordinador sota Linux.
Microsoft Windows Vista conté un sistema DRM anomenat Protected Media Path, que a la vegada conté el Protected Video Path (PVP). El PVP permet aturar la reproducció de contingut restringit per part de programari sense firmar. A més, el PVP pot xifrar la informació durant la transmissió al monitor o a la targeta dels gràfics, cosa que fa més difícil fer gravacions desautoritzades.
El sistema avançat d'accés al contingut (AACS) és un sistema de DRM per a HD-DVD i els discs Blu-ray desenvolupats per l'administrador de llicència AACS, LLC. És un consorci que inclou Disney, Intel, Microsoft, Matsushita (Panasonic), els germans Warner, IBM, Toshiba i Sony. El gener del 2007 una clau de procés va ser publicada per certs crackers, permetent l'accés sense restricció al contingut d'AACS en HD-DVD.

### DRM aplicada a documents
La gerència digital dels drets de l'empresa (E-DRM o ERM) és l'ús de la tecnologia de DRM al control de l'accés a documents corporatius.
E-DRM és pensat per prevenir l'ús desautoritzat de documents personals. Els venedors de E-DRM inclouen Adobe Systems, Gigatrust, Oracle i EMC Corporation.
DRM ha estat utilitzat per organitzacions tals com la biblioteca britànica en el seu servei d'entrega segura electrònica per permetre l'accés mundial a documents que, per motius legals, estaven prèviament disponibles únicament per a usuaris que visitaven la biblioteca al balneari de Boston d'Anglaterra.

### Empremtes digitals multimèdia
Les empremtes digitals multimèdia són missatges discrets afegits al contingut a protegir durant el procés de producció o distribució. Les empremtes digitals es poden utilitzar per a diversos propòsits:
- Registrar el propietari del dret de còpia.
- Registrar el distribuïdor.
- Registrar la cadena de distribució.
- Identificar el comprador de l'obra.

Les empremtes digitals multimèdia en si no són mecanismes complets de DRM, sinó que s'usen en un sistema per cobrir-se les espatlles i simplement deixar constància sobre el dret de còpia del contingut.

## Aplicació legal del DRM

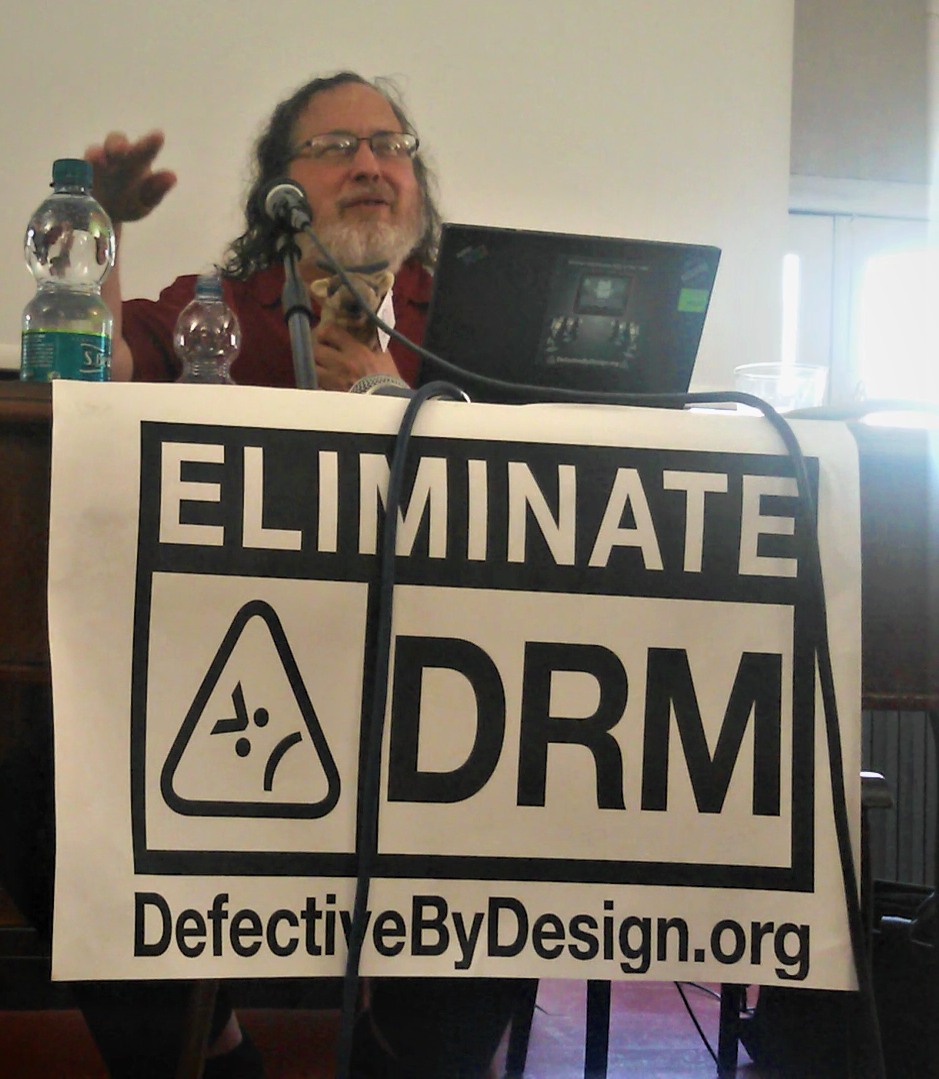
Richard Stallman pronuncia una conferència a Gènova l'any 2017 contra el DRM.

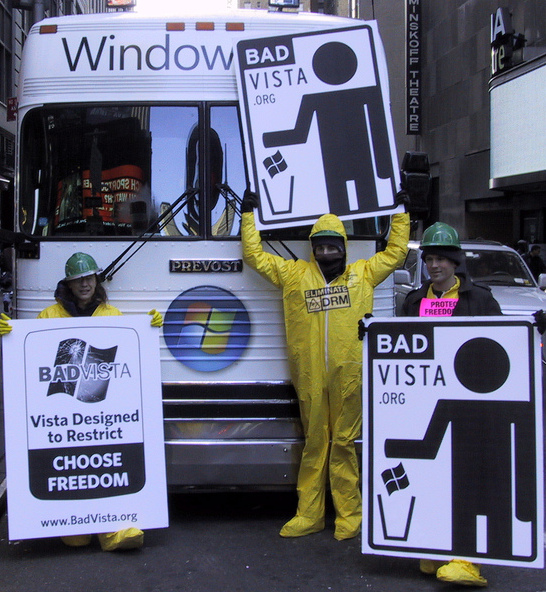
Activistes estatunidencs contra el DRM davant un autobús promocional del sistema operatiu Windows Vista l'any 2007.

Els controls de DRM s'executen a través de l'anomenada "computació fiable" (trusted-computing en anglès). Tot i així, aquests controls creen un sistema informàtic del qual un usuari no pot confiar, ja que el seu comportament pot ser manipulat remotament en qualsevol moment sense importar els mèrits legals que aquestes manipulacions tenen. La majoria dels oponents tenen molt poca fe que les corts i legislatures puguin ser capaces de limitar aquesta manipulació en la mesura legalment permesa. Argumenten que la presència de DRM viola els drets privats existents i restringeix una gamma d'activitats fins ara normals i legals de l'usuari. Un component de DRM controlaria un dispositiu que un usuari posseeix (per exemple, un reproductor d'àudio digital) restringint com pot actuar pel que fa a cert contingut, eliminant algun dels desitjos de l'usuari. Un exemple d'aquest efecte es pot considerar en els sistemes operatius Windows Vista, Windows 7 o en l'iPad d'Apple, en els quals el contingut és inutilitzat o degradat depenent del criteri del DRM.

## Oposicions al DRM
La Free Software Foundation va iniciar un campanya sota el nom defective by design (defectuós en el disseny en català) en rebuig a la Digital Millennium Copyright Act i al DRM. Altres entitats implicades en la defensa dels drets digitals com ara La Quadrature du Net, Framasoft, la Free Software Foundation Europe o la Electronic Frontier Foundation també es van sumar a la iniciativa. Els impulsors consideren que es coarta la llibertat dels creadors de continguts i dels usuaris a l'hora de consumir productes multimèdia dins d'un marc establert de manera monopolística. Van promoure la data del 4 de desembre com a "dia mundial contra el DRM".

## Exemples de DRM
- Adobe Lifecycle Policy Server
- Microsoft Rights Management Server
- CoreMedia DRM
- Real Media Helix
- Fairplay (Apple iTunes)
- OMA DRM 1.0 und 2.0